# Штепничкова, Йиржина

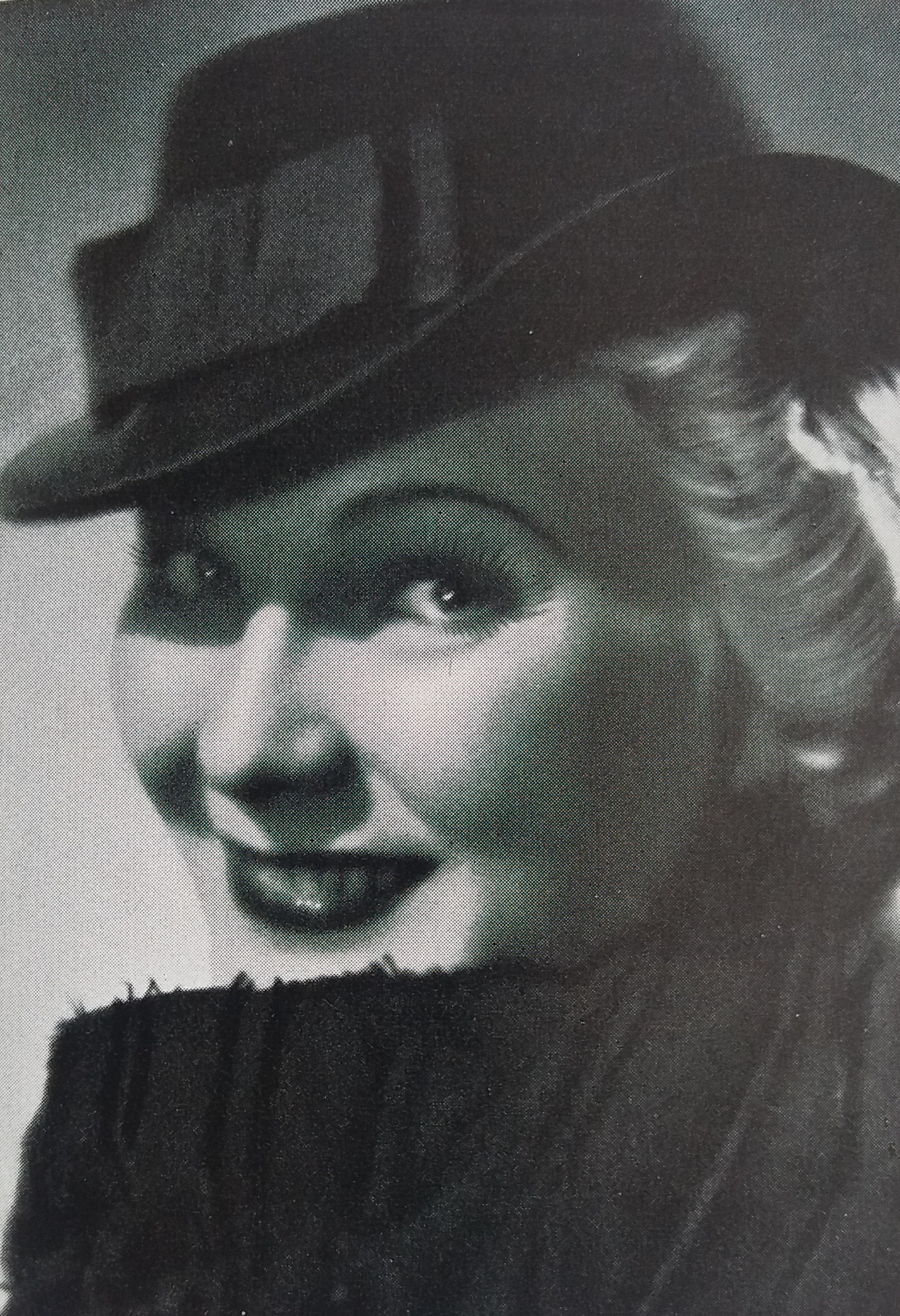

Йиржина Штепничкова (чеш. Jiřina Štěpničková; 3 апреля 1912, Прага, Австро-Венгрия — 5 сентября 1985, Прага) — чехословацкая и чешская актриса

 театра и кино. Заслуженная артистка Чехословакии (1968). Лауреат Национальной премии Чехословакии (1940).

## Биография
Играла на самодеятельной сцене с 16 лет. В 1930 году  уже играла в Национальном театре Праги. С 1936 по 1951 год – в Театре на Виноградах. 
Выпускница Пражской консерватории.
В 1930-х годах была очень популярна и входила в число таких звёзд, как Лида Баарова , Адина Мандлова, Наташа Голлова, Труда Гросслихтова, Вера Фербасова и другие.
В 1930-х и 1940-х годах была одной из ведущих киноактрис Чехословакии.
Снималась в кино с начала 1930-х годов. Во время Второй мировой войны продолжала играть в немецких фильмах. После окончания войны некоторое время жила в Лондоне.
В 1951 году решила эмигрировать в Западную Германию. По сфабрикованному спецслужбами делу была арестована и приговорена к 15 годам лишения свободы. Её сын был отправлен в детский дом. 
Благодаря обращениям коллег о помиловании, срок её заключения был сокращен с 15 до 10 лет. Почти десять лет провела в Пардубицкой тюрьме, условно-досрочно была освобождена за два месяца до президентской амнистии в 1960 году.
Смогла вернуться к своей профессии, а через восемь лет, 5 мая 1968 года, ей было присвоено звание Заслуженной артистки республики.
Умерла от рака. Похоронена на Ольшанском кладбище Праги.

## Избранная фильмография
Снялась в 77 кино- и телефильмах, ТВ-сериалах.
- 1981 — Конечная остановка — Саметка
- 1970 — Молот ведьм — Дорота
- 1969 — Жаворонки на нитке — мать Павла
- 1966 — Люди из фургонов — Жанда
- 1962 — Эшелон из рая — заключённая Элизабет Феннер
- 1951 — Курица и пономарь — Тереза, жена Тонека Пукницы
- 1949 — Лето
- 1947 — Осторожно!
- 1943 — Танцовщица — Мария
- 1940 — Бабушка — Викторка
- 1936 – Верблюд — через игольное ушко – Зузка Пештова
- 1935 — Мариса
- 1933 — Экстаз